# Question Christie

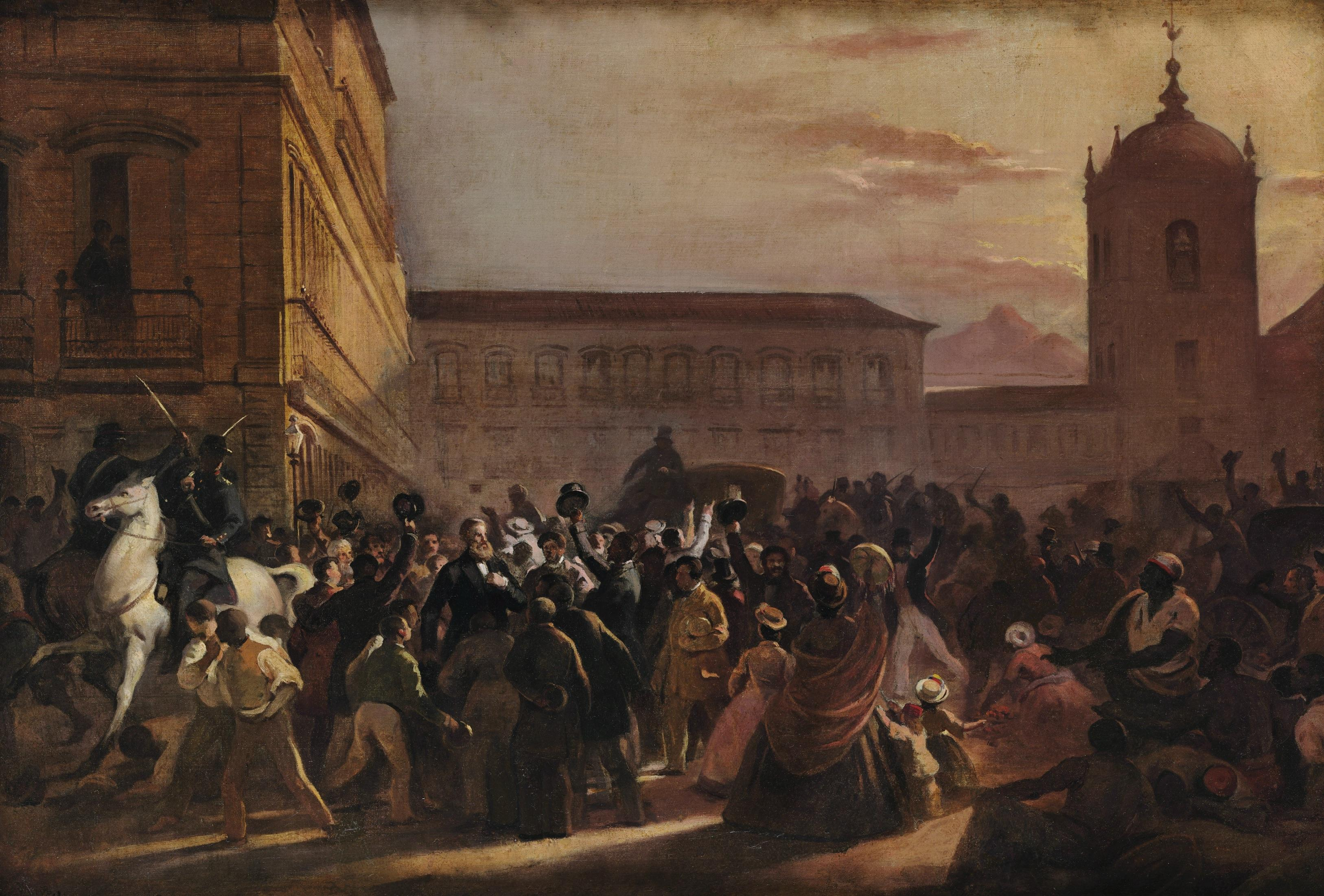
Tableau de Victor Meirelles

La Question Christie fut un contentieux qui se produisit entre le gouvernement du Brésil et celui du Royaume-Uni. Il eut lieu de 1862 à 1865.

## Exposé
Cette question diplomatique fut le fruit d'un ensemble d'incidents impliquant les deux nations, culminant avec les agissements de l'ambassadeur britannique au Brésil - William Dougal Christie - par la rupture des relations diplomatiques à l'initiative du Brésil (1863).
En 1862, quelques marins britanniques furent détenus dans la ville de Rio de Janeiro, car, ivres et en civil, ils provoquaient des bagarres dans les rues de la capitale fédérale de l'époque. Dès que leur condition de militaires britanniques de la Royal Navy fut constatée, ils furent immédiatement relâchés. L'ambassadeur Christie, non satisfait, profita de l'occasion pour exiger l'indemnisation par le Brésil du chargement du navire Prince of Wales, dont le naufrage se produisit sur la côte de la Province du Rio Grande do Sul, près de l'actuel phare d'Albardão, en 1861, la démission des policiers brésiliens ayant effectué l'arrestation des militaires et une demande d'excuses formelles de la part du gouvernement impérial à celui du Royaume-Uni. À propos du naufrage du navire britannique, Christie affirmait que son équipage fut assassiné par des Brésiliens avant qu'il ne coule, et que sa cargaison fut pillée. Il semblerait en effet que le navire fut attiré vers la côte par des feux allumés intentionnellement par des naufrageurs habitants de la région, en vue de s'approprier de la cargaison d'un navire passant près des côtes en le trompant sur les distances au littoral.
L'année suivante, une escadre de navire de guerre britannique sous le commandement de l'Amiral Richard Laird Warren (en) partit de la base navale de Rio de Janeiro et procéda à l'arraisonnement de cinq navires marchands brésiliens. Cet incident excita les esprits dans la capitale provoquant diverses manifestations de protestation, la population menaçant de représailles contre les propriétés britanniques dans le pays. Le Brésil ne pouvait pas faire beaucoup plus  devant un adversaire militairement bien plus fort. Il incomba au pays de payer, sous la protestation, le montant exigé par la Grande-Bretagne pour le Prince of Wales. Le reste fut laissé à l'arbitrage international, à la charge du roi Léopold Ier de Belgique.
Le gouvernement brésilien, par le biais de son représentant à Londres, achemina aussi une demande d'indemnisation en relation à la capture des bateaux faite par l'Amiral Warren au début de 1863, en plus de la demande d'excuses pour la violation du territoire national. En raison de la fin de non recevoir à ces demandes, Pierre II du Brésil décida de rompre les relations diplomatiques avec le Royaume-Uni en mai de cette même année.
Pour l'arbitrage international, le roi des Belges paraissait favorable au Brésil. Le résultat fut communiqué au représentant du Brésil à Bruxelles quand celui-ci fut reçu à la Cour, le 21 juin 1863.
Ce ne fut que quand le gouvernement britannique présenta ses excuses formelles à l'empereur du Brésil, en 1865, la guerre de la Triple-Alliance commencée, que les relations entre les deux pays reprirent.